# Paul-Loup Chatin
Paul-Loup Chatin, född den 19 oktober 1991 i Dourdan är en fransk racerförare.